# Phaeton (Planet)
Phaeton (griechisch: der Strahlende) wurde neuzeitlich ein hypothetischer Planet genannt, der eine Umlaufbahn zwischen Mars und Jupiter haben sollte. Der Name des hypothetischen Planeten ist der griechischen Mythologie entlehnt: Phaeton ist zum einen der Beiname des Sonnengottes Helios und zum anderen der Name seines Sohnes.

## Geschichte
Als Johann Daniel Titius 1766 mit der heute so genannten Titius-Bode-Reihe eine empirische Formel aufstellte, die die Bahnabstandsverhältnisse aller damals bekannten Planeten näherungsweise beschreibt, fand er, dass diese Reihe nur dann die Abstände ab Jupiter wiedergeben kann, wenn man zusätzlich noch einen Planeten zwischen Mars und Jupiter einschob. Als Name eines hypothetischen zerstörten Planeten, der sich zwischen Mars und Jupiter befunden haben soll, wurde später Phaeton verwendet.
Man fing deshalb in den Folgejahren an, nach diesem vermuteten Planeten mittels der Himmelspolizey systematisch zu suchen, und 1801 fand schließlich Giuseppe Piazzi in dem fraglichen Bereich den Zwergplaneten Ceres. Rasch wurden weitere Asteroiden zwischen Mars und Jupiter gefunden, deren große Anhäufung dann zu der Bezeichnung als Asteroidengürtel geführt hat.
Die ursprüngliche Annahme, dass es sich bei diesen Himmelskörpern um Bruchstücke eines zerstörten Planeten handelt, stellte sich jedoch als sehr unwahrscheinlich heraus. Zum einen ist die Gesamtmasse aller Objekte des Asteroidengürtels erheblich kleiner als die des Erdmonds und zum anderen kann sich aufgrund der starken Gravitationsstörungen durch Jupiter an dieser Stelle aus den Planetesimalen wahrscheinlich kein größerer Körper bilden. Heute geht man deshalb davon aus, dass es nie einen Planeten zwischen Mars und Jupiter gab.
Nach seiner Entdeckung im Jahr 1983 kam der Asteroid Phaethon zu diesem Namen. Er ist jedoch kein Mitglied des Asteroidengürtels, sondern ein erdnaher Asteroid.
2023 zeigte eine Simulation der University of California in Riverside, dass Phaeton die Bahnen der Planeten verändert hätte, sollte er real existieren.

## Rezeption
Johann Gottlieb Radlof beschreibt die Zerstörung des Planeten Phaeton 1823 in seinem Buch  Zertrümmerung der großen Planeten Hesperus und Phaeton.
Captain Future reist in einem seiner Abenteuer in die Vergangenheit, um die Bewohner des Planeten, der dort Katain heißt, vor dem Untergang zu retten.  Auch in Robert A. Heinleins Geschichte Ein Mann in einer fremden Welt wird der Planet Phaeton erwähnt.
In den Geschichten des Autors Zecharia Sitchin wird der Planet Tiamat genannt.
Im Science-Fiction-Roman Reich im Mond von Manfred Langrenus aus dem Jahre 1951 wird dieser Planet Atlan genannt und durch einen interplanetaren Krieg zerstört.
Der sowjetische Schriftsteller Georgi Sergejewitsch Martynow (1906–1983) schrieb zwischen 1955 und 1960 über die Entdeckung von Relikten einer Gesellschaft denkender Wesen auf dem Planeten Phaeton, welcher aber in grauer Vorzeit zerbrach und den Asteroidengürtel zwischen Mars und Jupiter schuf.
Im Science-Fiction-Roman „Als die Götter starben“ des DDR-Schriftstellers Günther Krupkat wird im Bereich des Asteroidengürtels ein Doppelplanet Meju/Ortu beschrieben, der in prähistorischer Zeit Heimat einer hochentwickelten menschenähnlichen Zivilisation war, die vor ca. 6000 Jahren Kontakt mit der Menschheit hatte. Dieser Kontakt führte zum Bau der Terrasse von Baalbek mit ihren monumentalen Steinblöcken. Als das Doppelplanetensystem durch eine Kollision der Planeten zerfiel, verließ diese Zivilisation das Sonnensystem, während es auf der Erde zu zahlreichen Katastrophen wie z. B. der Sintflut kam. In der Gegenwart des Romans werden die Hinterlassenschaften der Zivilisation entdeckt und Artefakte entschlüsselt.
In dem Steampunk-Rollenspiel Space: 1889 (Uhrwerk Verlag, 2012) wurde Phaeton von einer menschenähnlichen, technologisch fortgeschrittenen Spezies bewohnt. Durch einen Zeitsprung konnte ein kleiner Teil der Bevölkerung der Zerstörung des Planeten entgehen und sich in das Innere des Erdenmondes zurückziehen; ansonsten finden sich Relikte dieses Volkes im Asteroidengürtel. Näher mit den „Mondmenschen“ beschäftigt sich die Regionalspielhilfe Luna – Der Erdenmond (2017), während das Schicksal Phaetons und der Phaetonen im Kampagnenband Phaetons Vermächtnis – Am Abgrund der Zeit (2018) behandelt wird.